# 約瑟夫·萊曼
約瑟夫·萊曼（法語：Joseph Lehmann，1843年11月1日—1917年11月23日）出生於今天法國勃艮第-弗朗什-孔泰大区貝爾福地區省的貝爾福，曾經是法國猶太教的拉比、法國猶太神學院的院長。

## 生平
他的猶太教育源自於其父利奧波德·萊曼是貝爾福的拉比，並且在地牧會期間長達50餘年，接著又進入法國猶太神學院正式管道學習猶太教義，1867年畢業取得拉比資格，1869年前往拿撒勒猶太會堂從扎多克·卡恩接任拉比。
1870年爆發普法戰爭，約瑟夫·萊曼徵召入伍成為巴黎軍團的牧師，戰後他繼續擔任第四軍團的神職人員和塔木德教師，直到1890年他成為法國猶太神學院的院長，一直到他逝世。

## 受獎
- 1898年：法國榮譽軍團勳章